# Nisqually
Nisqually (Nisqualli).- pleme Salishan Indijanaca nastanjeno u ranom 19. stoljeću na istoimenoj rijeci u Washingtonu. Kulturno Nissqually pripadaju Sjeverozapadnom Obalnom području. Ribolov (losos), velike drvene kuće i drvorezbarstvo glavni su simboli njihove kulture. Kopanjem korijenja i lovom popunjavali su svoje izvore prehrane, živeći tijekom tog razdoblja po malenim raštrkanim skupinama koje bi se konsolidirale u veće zajednice tek tijekom zime. Dom Nisquallija bijaše kraj uz Puget Sound pa do Mount Rainiera. Prvo ih susreću Španjolci 1603. Kasnije dolaze u dodir sa ruskim trgovcima (1755) pa sa Jamesom Cookom (1778.) koji trguje sa njima. 

## Ime
Nisqually su ime dobili po riječi Skwale'absh, što je domorodački naziv za rijeku Nisqually. Indijanci Calapooya zvali su ih Askwalli, zasigurno njihova varijanta istog naziva. Od Nestucca Indijanaca nazivani su Ltsxe'als, čije značenje nije poznato. Indijanci Columbia  nazivali su njih i susjedi im imenima Suketi'kenuk i Sukoti'kenuk u značenju "people of the other side" a odnosilo se na gorje Cascade iza kojega su oni živjeli u odnosu na Columbije. Postoji i naziv Tse Skua'lli ami'm od plemena Luckiamute ,također nepoznatog značenja. 

## Bande i sela
- Basha'labsh, na Mashell Creek i susjednom dijelu toka Nisqually Rivera.
- Sakwi'absh, na Clear Creek i susjednom toku rijeke Nisqually. Glavno selo bilo im je na brijegu kod mjesta gdje se sastaju Clear Creek i Nisqually.
- Sigwa'letcabsh, na Segualitcu River, glavno selo im se nalazilo na mjestu gdje se Dupont Creek ulijeva u Sqwualitcu River.
- Sta'habsh, na mjestu gdje Stuck River predaje svoje vode  Puyallupu.
- Tsakwe'kwabsh, na Clarks Creek i obližnjem dijelu toka Puyallup Rivera, galvno selo bilo je na Clarks Creeku, blizu utoke u Puyallup. Njima je valjda pripadalo i selo Skwa'dabsh kod Wappato Creeka.  .
- Tsuwa'diabsh, na Puyallup Riveru, kod utoke Carbona.
- Tuwha'khabsh, kod utoke Vogt Creek u Carbon River.
- Yisha'ktcabsh, na  Nisqually Lake.
- Yokwa'lsshabsh, na Muck Creek i susjednom dijelu toka Nisqually Rivera, glavno im se selo nalazilo tamo gdje se Muck Creek ulijeva u Nisqually River, a imali su i manji ogranak na Clover Creeku.

## Kratka povijest
Nisqually godine 1854. potpisuju 'Medicine Creek Treaty', po kojemu dobivaju (1857.) maleni rezervat u središnjem Washingtonu. Nezadovoljni životom na rezervatu, oni se 1858. priključuju  ustanku (Yakima War). Ovaj ustanak u kojemu sudjeluju još neka plemena protiv Amerikanaca poveo je poglavica Leschi. Nakon ustanka Leschi je 10. veljače 1858. obješen na granu hrastovog drveta, na mjestu gdje se danas nalazi 'Oakbrook Shopping Center' (Lakewood). Potomci Nisquallija i danas žive u istome kraju.

## Populacija
Mooney (1928) procjenjuje da ih je bilo 3,600 (1780), od toga broja 1907. preživjelo ih je između 1,100 i 1,200. 

## Vanjske poveznice
- Nisqually Indian Tribe
- Nisqually Tribe  Arhivirana inačica izvorne stranice od 13. siječnja 2006. (Wayback Machine)
- Nisqually Indians
- Leschi: Historical Court of Inquiry and Justice
- Foto galerija